# 湘西トゥチャ族ミャオ族自治州
湘西トゥチャ族ミャオ族自治州（しょうせい-トゥチャぞく-ミャオぞく-じちく、中国語：湘西土家族苗族自治州）は中華人民共和国湖南省西部に位置する自治州。トゥチャ族及びミャオ族の集住地であり、トゥチャ族（105万人）、ミャオ族（86万人）など少数民族が総人口の72.9%を占める。

## 地理
東北は湖南省張家界市桑植県、永定区、東南は省内懐化市沅陵県、辰渓県、麻陽ミャオ族自治県と接し、西南は貴州省銅仁地区松桃ミャオ族自治県、西は重慶市黔江開発区秀山トゥチャ族ミャオ族自治県、西北は湖北省恩施トゥチャ族ミャオ族自治州来鳳県、宣恩県と接する。
気候は亜熱帯性である。長江の支流で、洞庭湖へ注ぐ沅江が流れている。

### 世界ジオパーク
武陵山脈の後背地にあり、旧石器時代や新石器時代のからの文化遺跡も160ヶ所を超える、自治州でも最古の居住者であるトゥチャ族及びミャオ族の文化を現在でも有している。地質的には、揚子江台地を形成した形跡や、テクトニックな地質形成の地層を持つ前縁盆地があり、カンブリア紀の記録がみられる重要地として、「湘西地質公園」は2020年にユネスコ世界ジオパークに認定された。紅石林、徳夯大峡谷、坐龍峡や多くの滝がみられる。

## 歴史
明代には永順、保靖州宣慰司が設置された土司（少数民族首領）支配地域であったが、清代に永順府などが置かれて直接支配地となった。中華人民共和国成立後、1952年8月1日10県を以って湘西ミャオ族自治区が成立した。首府は乾城県（現在の吉首市）。1955年4月28日湘西ミャオ族自治州と改名し、1957年9月20日湘西トゥチャ族ミャオ族自治州と改称した。

## 行政区画
1県級市・7県を管轄下に置く。
- 県級市：
  - 吉首市
- 県：
  - 瀘渓県・鳳凰県・花垣県・保靖県・古丈県・永順県・竜山県

| 湘西トゥチャ族ミャオ族自治州の地図                      |
| ------------------------------------------------------- |
| 吉首市 瀘渓県 鳳凰県 花垣県 保靖県 古丈県 永順県 竜山県 |

### 年表
この節の出典

#### 湘西行政区永順専区
- 1949年10月1日 - 中華人民共和国湖南省湘西行政区永順専区が成立。保靖県・古丈県・永順県・大庸県・竜山県・桑植県が発足。(6県)
- 1952年9月2日 - 保靖県・古丈県・永順県・大庸県・竜山県・桑植県が湘西ミャオ族自治区に編入。

#### 湘西ミャオ族自治区
- 1952年9月2日 - 湘西行政区沅陵専区乾城県・鳳凰県・永綏県・瀘渓県、湘西行政区永順専区保靖県・古丈県・永順県・大庸県・竜山県・桑植県を編入。湘西ミャオ族自治区が成立。(10県)
- 1953年2月25日 - 乾城県が吉首県に改称。(10県)
- 1953年9月1日 - 永綏県が花垣県に改称。(10県)
- 1955年3月 - 湘西ミャオ族自治区が湘西ミャオ族自治州に改称。

#### 湘西ミャオ族自治州
- 1957年9月6日 - 吉首県・古丈県・瀘渓県・鳳凰県・花垣県・保靖県・永順県・竜山県・大庸県・桑植県が湘西トゥチャ族ミャオ族自治州に編入。

#### 湘西トゥチャ族ミャオ族自治州
- 1957年9月6日 - 湘西ミャオ族自治州吉首県・古丈県・瀘渓県・鳳凰県・花垣県・保靖県・永順県・竜山県・大庸県・桑植県を編入。湘西トゥチャ族ミャオ族自治州が成立。(10県)
- 1982年8月3日 - 吉首県が市制施行し、吉首市となる。(1市9県)
- 1985年5月24日 - 大庸県が市制施行し、大庸市となる。(2市8県)
- 1988年5月18日 (1市7県)
  - 大庸市が地級市の大庸市に昇格。
  - 桑植県が大庸市に編入。
- 2010年 - 鳳凰県の一部が吉首市に編入。(1市7県)